# Gira Hecho en México
La Gira Hecho en México es una serie de conciertos realizados por el cantante mexicano Alejandro Fernandez para promocionar su disco Hecho en México.

## Historia
Esta gira comenzó oficialmente con tres conciertos en el Auditorio Nacional de la Ciudad de México a mediados del mes de febrero, aunque Fernández ya había llevado a cabo dos presentaciones semanas antes en la ciudad mexicana de León.
Los conciertos previstos para los meses de marzo, abril y mayo en la manga norteamericana del tour (recalaban en México y Estados Unidos) fueron reprogramados en los meses de junio, julio, agosto y septiembre  por la crisis sanitaria derivada de la pandemia mundial de COVID-19.

## Fechas de la gira
| Número               | Fecha                    | Ciudad                 | País                     | Recinto                            |                                     |
| Primera etapa (2020) | Primera etapa (2020)     | Primera etapa (2020)   | Primera etapa (2020)     | Primera etapa (2020)               | Primera etapa (2020)                |
| Norteamérica         | Norteamérica             | Norteamérica           | Norteamérica             | Norteamérica                       | Norteamérica                        |
| -------------------- | ------------------------ | ---------------------- | ------------------------ | ---------------------------------- | ----------------------------------- |
| 1                    | 31 de enero de 2020      | León                   | México                   | Palenque de la Feria               |                                     |
| 2                    | 1 de febrero de 2020     | León                   | México                   | Palenque de la Feria               |                                     |
| 3                    | 21 de febrero de 2020    | Ciudad de México       | México                   | Auditorio Nacional                 |                                     |
| 4                    | 22 de febrero de 2020    | Ciudad de México       | México                   | Auditorio Nacional                 |                                     |
| 5                    | 23 de febrero de 2020    | Ciudad de México       | México                   | Auditorio Nacional                 |                                     |
| 6                    | 5 de marzo de 2020       | Guadalajara            | México                   | Auditorio Telmex                   |                                     |
| 7                    | 6 de marzo de 2020       | Guadalajara            | México                   | Auditorio Telmex                   |                                     |
| 8                    | 7 de marzo de 2020       | Tepic                  | México                   | Auditorio Amado Nervo              |                                     |
| 9                    | 12 de marzo de 2020      | Ciudad de México       | México                   | Auditorio Nacional                 |                                     |
| 10                   | 13 de marzo de 2020      | Ciudad de México       | México                   | Auditorio Nacional                 |                                     |
| 11                   | 16 de junio de 202x      | Toronto                | Canadá                   | Meridian Hall                      |                                     |
| 12                   | 19 de junio de 202x      | Fairfax                | Estados Unidos           | EagleBank Arena                    |                                     |
| 13                   | 20 de junio de 202x      | Brooklyn               | Estados Unidos           | Barclays Center                    |                                     |
| 14                   | 21 de junio de 202x      | Raleigh                | Estados Unidos           | PNC Arena                          |                                     |
| 15                   | 26 de junio de 202x      | Miami                  | Estados Unidos           | American Airlines Arena            |                                     |
| 16                   | 28 de junio de 202x      | Atlanta                | Estados Unidos           | Infinite Energy Arena              |                                     |
| 17                   | 25 de julio de 202x      | Chicago                | Estados Unidos           | Allstate Arena                     |                                     |
| 18                   | 31 de julio de 202x      | Los Ángeles            | Estados Unidos           | The Forum                          |                                     |
| 19                   | 1 de agosto de 202x      | Oakland                | Estados Unidos           | Oakland Arena                      |                                     |
| 20                   | 2 de agosto de 202x      | Fresno                 | Estados Unidos           | Save Mart Center                   |                                     |
| Latinoamérica        |                          |                        |                          |                                    |                                     |
| 21                   | 6 de agosto de 202x      | Bogotá                 | Colombia                 | Movistar Arena                     |                                     |
| 22                   | 7 de agosto de 202x      | Cali                   | Colombia                 | A ser determinado                  |                                     |
| 23                   | 8 de agosto de 202x      | Medellín               | Colombia                 | A ser determinado                  |                                     |
| 24                   | 14 de agosto de 202x     | San Salvador           | El Salvador              | A ser determinado                  |                                     |
| 25                   | 16 de agosto de 202x     | San José               | Costa Rica               | A ser determinado                  |                                     |
| Norteamérica         |                          |                        |                          |                                    |                                     |
| 26                   | 11 de septiembre de 2021 | Sacramento             | Estados Unidos           | Golder 1 Center                    |                                     |
| 27                   | 12 de septiembre de 202x | Laredo                 | Estados Unidos           | Estados Unidos                     | Sames Auto Arena                    |
| 28                   | 15 de septiembre de 202x | Las Vegas              | Estados Unidos           | Estados Unidos                     | Mandalay Bay Events Center          |
| 29                   | 19 de septiembre de 202x | El Paso                | Estados Unidos           | Estados Unidos                     | Don Haskins Center                  |
| 30                   | 20 de septiembre de 202x | San Antonio            | Estados Unidos           | Estados Unidos                     | AT&T Center                         |
| 31                   | 25 de septiembre de 202x | Dallas                 | Estados Unidos           | Estados Unidos                     | The Pavilion (Toyota Music Factory) |
| 32                   | 26 de septiembre de 202x | Hidalgo                | Estados Unidos           | Estados Unidos                     | Payne Arena                         |
| 33                   | 27 de septiembre de 202x | Houston                | Estados Unidos           | Estados Unidos                     | Smart Financial Centre              |
| 34                   | 2 de octubre de 202x     | Phoenix                | Estados Unidos           | Estados Unidos                     | Arizona Federal Theatre             |
| 35                   | 3 de octubre de 202x     | San Diego              | Estados Unidos           | Estados Unidos                     | Viejas Arena at Aztec Bowl          |
| 36                   | 4 de octubre de 202x     | Temecula               | Pechanga Resort & Casino | Estados Unidos                     |                                     |
| 37                   | 10 de octubre de 202x    | Morelia                | México                   | Plaza Monumental de Morelia        |                                     |
| 38                   | 15 de octubre de 202x    | Ciudad de México       | México                   | Auditorio Nacional                 |                                     |
| 39                   | 14 de noviembre de 2021  | León                   | México                   | Festival Internacional del Globo   |                                     |
| 40                   | 13 de noviembre de 202x  | Hermosillo             | México                   | Palenque Expogan                   |                                     |
| 41                   | 14 de noviembre de 202x  | Hermosillo             | México                   | Palenque Expogan                   |                                     |
| Europa               |                          |                        |                          |                                    |                                     |
| 42                   | 19 de noviembre de 2021  | Santa Cruz de Tenerife | España                   | Recinto Ferial                     |                                     |
| 43                   | 21 de noviembre de 2021  | La Coruña              | España                   | Coliseum da Coruña                 |                                     |
| 44                   | 23 de noviembre de 2021  | Madrid                 | España                   | WiZink Center                      |                                     |
| 45                   | 25 de noviembre de 2021  | Málaga                 | España                   | Palacio de Deportes Martín Carpena |                                     |
| 46                   | 27 de noviembre de 2021  | Bilbao                 | España                   | Bilbao Arena Miribilla             |                                     |
| 47                   | 30 de noviembre de 2021  | Barcelona              | España                   | Palau Sant Jordi                   |                                     |
| Tercera etapa (202X) |                          |                        |                          |                                    |                                     |
| Norteamérica         |                          |                        |                          |                                    |                                     |
| 1                    | APLAZADO                 | Monterrey              | México                   | Pal Norte                          |                                     |
| 2                    | APLAZADO                 | Texcoco                | México                   | Palenque de la Feria               |                                     |
| 3                    | APLAZADO                 | Texcoco                | México                   | Palenque de la Feria               |                                     |
| 4                    | APLAZADO                 | Aguascalientes         | México                   | Plaza de Toros Monumental          |                                     |
| 5                    | APLAZADO                 | Torreón                | México                   | Coliseo Centenario                 |                                     |
| 6                    | APLAZADO                 | Oaxaca                 | México                   | Auditorio Guelaguetza              |                                     |
| 7                    | APLAZADO                 | Acapulco               | México                   | Fórum de Mundo Imperial            |                                     |
| 8                    | APLAZADO                 | Mérida                 | México                   | Foro GNP Seguros                   |                                     |
| 9                    | APLAZADO                 | Cancún                 | México                   | Estadio Beto Ávila                 |                                     |